# باين ستيوارت
باين ستيوارت (بالإنجليزية: Payne Stewart)‏ هو لاعب غولف أمريكي، ولد في 30 يناير 1957 في سبرينغفيلد في الولايات المتحدة، وتوفي في 25 أكتوبر 1999 بسبب نقص الأكسجة.

## وصلات خارجية
- باين ستيوارت على موقع رابطة لاعبي الغولف المحترفين (الإنجليزية)
- باين ستيوارت على موقع رابطة أوروبا للاعبي الغولف المحترفين (الإنجليزية)
- باين ستيوارت على موقع رابطة اليابان للاعبي الغولف المحترفين (الإنجليزية)
- باين ستيوارت على موقع التصنيف العالمي الرسمي للغولف (الإنجليزية)
- باين ستيوارت على موقع قاعة فلوريدا للمشاهير الرياضية (الإنجليزية)
- باين ستيوارت على موقع إن إن دي بي (الإنجليزية)